# Иоаким (патриарх Московский)
Патриа́рх Иоаки́м (в миру Ива́н Петро́вич Савёлов-пе́рвый; 6 января 1621, Можайский уезд — 17 марта 1690, Москва) — предпоследний в досинодальный период патриарх Московский (26 июля 1674 — 17 марта 1690). Титуловался: «милостию Божиею патриарх Московский и всея России и северных стран».

## Семья
Происходил из рода можайских дворян Савёловых. Родился 6 января 1621 года в семье царского кречетника — можайского помещика Петра Иванова сына Савёлова и Евфимии Реткиной (в иночестве Евпраксии), получив в крещении имя Иоанна. Дед — тоже сокольник, Иван Осенний Софронович. У Иоанна было трое братьев: воевода Павел (ум. 1709), окольничий Тимофей (ум. 1699) и Иван Меньшой, а также две сестры, одну из которых, как и мать, звали Евфимией.
Сестра патриарха Иоакима Евфимия Папина 24 октября 1688 года получила исцеление от иконы Божией Матери «Всех Скорбящих Радость» из приходского храма Преображения на Ордынке.

## Биография
Документальных свидетельств о карьере Иоакима до 1644 года, когда он в качестве сытника получил свои первые поместные владения в Можайском уезде и на Белоозере, не сохранилось.
В 1652 году — в чине стряпчего Кормового дворца.
В 1649 или 1650 году Иоанн поступил в рейтарскую службу в полк Исаака Фанбуковена (ван Бокховена), который представлял собой не столько боевую часть, сколько учебный центр, готовивший из русских служилых людей офицеров для армии «нового строя». Осенью 1653 года в числе особо отличившихся рейтар получил первый офицерский чин (поручик). В ноябре прибыл в пеший солдатский полк полковника Ю. Гутцова (Гутцина). 23 февраля 1654 года полк Гутцова вступил в Киев и остался там до начала лета следующего года, составив основу городского гарнизона. 3 марта Иоанну был присвоен чин капитана. Во второй половине июня 1655 года солдаты Гутцова покинули Киев, а уже в июле участвовали в составе армии боярина Василия Бутурлина в боевых действиях против Польши на территории правобережной Украины.
В 1655 году, получив известие о скоропостижной кончине жены и четверых детей, Савёлов решил оставить мир и постричься в монахи в киевском Спасо-Преображенском Межигорском монастыре. Предполагается, что гибель семьи произошла в эпидемию чумы (1654—1655 годов).
В сентябре 1657 года стал насельником, а вскоре «строителем» Валдайского Иверского монастыря.
В 1661 года опальный Никон перевёл его на должность «строителя» в свой Новоиерусалимский монастырь. Вскоре Иоаким стал келарем Новоспасского монастыря.
В 1664 году, по назначении чудовского архимандрита Павла на кафедру митрополитов Сарских и Подонских, поставлен архимандритом Чудова монастыря, вследствие чего стал в близкие сношения ко двору и к самому царю Алексею Михайловичу. 19 августа был рукоположен Новгородским митрополитом Питиримом во иерея.
В 1672 году поставлен в митрополиты Новгородские. Ввёл в своей епархии определённую, единообразную для всех церковную дань, отменил обычай посылать из митрополичьего приказа для сбора этой дани светских чиновников, которые допускали злоупотребления, и повелел собирать эту дань поповским старостам.
26 июля 1674 года возведён на престол Московских патриархов. Титуловался «милостию Божиею Патриарх царствующего великого града Москвы и всея России». Вскоре по восшествии на первосвятительскую кафедру бросил Алексею Михайловичу прямой вызов: в ноябре 1674 года арестовал и посадил на цепь царского духовника Андрея Савинова; царь был вынужден, ввиду предъявленных неоспоримых свидетельств против протопопа, просить Иоакима не передавать дело духовника на суд Освященного собора.
Патриарх был одним из наиболее влиятельных государственных деятелей того времени, разрешавшим конфликты между правившими кланами.
В конце апреля 1682 года произошел дворцовый переворот, в результате которого царём был объявлен младший брат покойного Феодора Алексеевича — царевич Пётр Алексеевич, царев сын от Натальи Нарышкиной, в обход болезненного старшего царевича Ивана Алексеевича, сына царя от Марии Милославской. Главой переворота современники называли патриарха.
25 июня 1682 года венчал на царство Петра и его старшего единокровного брата Иоанна Алексеевича.
В 1686 году исходатайствовал царскую грамоту о неподсудности лиц духовного сана гражданским властям. В 1687 году издал указ об установлении одинаковых для всех епархий налогов в пользу епископских кафедр.
Решительно противодействовал планам коронации царевны Софьи. Во время событий августа 1689 года стал на сторону Петра в его противостоянии с Софьей, оставшись с ним в Троицком монастыре.
Скончался 17 марта 1690 года и был погребен в Успенском соборе Московского Кремля.

## Борьба с расколом
Московский собор (1681—1682) признал необходимой совокупную борьбу духовной и светской властей с усилением позиций «раскольников», просил царя подтвердить постановления Большого Московского собора 1667 года об отсылке старообрядцев к градскому суду. Собор постановил отбирать старопечатные книги и взамен их выдавать исправленные, установил надзор за продажей тетрадей, которые, под видом выписок из священного Писания, содержали в себе хулы на новонапечатные книги церковные. Собор также определил разорять старообрядческие скиты, монастыри, часовни и поселения старообрядцев вокруг них.
Патриарх Иоаким заботился о том, чтобы постановления против старообрядцев не оставались мёртвой буквой: в этих именно видах умножено было число архиерейских кафедр и отправлены в свои епархии те архиереи, которые до тех пор жили в Москве с целью исправления старообрядцев «молением и учением». Рассылал в более крупные центры старообрядцев особых увещателей и издал ряд полемических противостарообрядческих сочинений. Наряду с более мелкими сочинениями против старообрядцев, каковы: «Извещение о чуде» (М., 1677), «О сложении трёх перстов» (М., 1677), «Поучение ко всем православным христианам» (М., 1682), слово благодарственное «Об избавлении церкви от отступников» (М., 1683), «Слово против Никиты Пустосвята» (М., 1684, 1721, 1753). От имени патриарха Иоакима был написан полемический трактат «Увет духовный» (М., 1682, 1753 и 1791) — обширный труд, который написан по поводу бунта 1682 года, в ответ на поданную тогда челобитную. Все сочинение написано было в 50 дней — срок, слишком короткий для патриарха, обременённого многосложными административными делами. В авторе «Увета» виден хороший полемист, тогда как Иоаким им не был; во время прений раскольников и православных в Грановитой палате 5 июля 1682 главным действующим лицом со стороны православных был не он, а Афанасий (Любимов), епископ Холмогорский и Важеский. «Увет» состоит из частей исторической и полемической. В первой излагается дело исправления церковно-богослужебных книг при Никоне и доказывается его законность. Вторая часть подробно отвечает на пункты челобитной, поданной старообрядцами, подтверждая свои мнения выписками из древних книг.
Царица Софья, по просьбе собора 1681—1682 годов, в первую очередь патриарха Иоакима, издала в 1685 году «12 статей» — государственные законы, предусматривавшие гражданские наказания для раскольников.
Был инициатором и руководителем деканонизации Анны Кашинской, чьи мощи находились в открытой раке для всеобщего поклонения в кафедральном соборе города Кашина, причём её десница была сложена двуперстно. Комиссия, посланная им в 1677 году в Кашин объявила Анну несвятой, а её мощи недостойными почитания. Для рассмотрения вопроса было собрано два собора. Малый церковный собор в Москве в 1677 году подтвердил правомерность действий комиссии и принял решение не почитать Анну как святую, житие считать ложным, имя её исключить из святцев. Великий собор 1678 года подтвердил предыдущие решения и запретил почитать Анну Кашинскую как святую, а храм в честь княгини Анны переименовать в честь Всех святых.

## Московская церковь при Иоакиме, присоединение Киевской митрополии
В 1675 году патриарх Иоаким созвал в Москве собор, который постановил, чтобы епархиальные архиереи имели в своих приказах судей из лиц духовных, чтобы мирские судьи лиц духовного чина ни в чём не судили и ни в чём не управляли, чтобы церковные дани собирались протопопами, архимандритами или поповскими старостами, чтобы дворяне и дети боярские посылались из архиерейских приказов только «на непослушников и непокорников». Собор отменил обычай вызывать в Москву по челобитным московских людей тех лиц духовного сана, которые не принадлежали к Патриаршей области; уничтожен был и тот источник архиерейских пререканий и своеволий, который состоял в том, что некоторые церковные вотчины были подвластны не тем архиереям, в епархиях которых они находились, а другим.
На соборе 1675 года был рассмотрен также чиновник (служебник) архиерейского служения; изданы строгие постановления против роскоши в одежде духовенства.
В 1677 году был упразднён Монастырский приказ.
Собор 1682 года рассмотрел вопросы о мерах против раскольников, а также обсудил предложение царя о разделении Русской Церкви на 12 митрополичьих округов, состоящих из 72 епархий, в каждом из митрополичьих округов предусматривалось организовать от 2 до 20 епископских кафедр. Данный проект, соответствовавший греческой системе управления, должен был значительно ограничить власть патриарха. Собор решительно отклонил предложение царя, поддержав лишь необходимость создания новых кафедр.
В патриаршество Иоакима были учреждены 4 новые епархии: Холмогорская, Великоустюжская, Воронежская и Тамбовская.
В 1686 году о неподсудности лиц духовного сана гражданским властям Иоаким, исходатайствовал и царскую грамоту.
Были изданы, после предварительного просмотра и исправления: Шестоднев (1678), богослужебные книги: Требник (1680), Псалтирь (1680), Минея общая (1681), Октоих (1683), Часослов (1688) и Типикон (1682). Исправлен был и Апостол, но, по-видимому, не был напечатан.
Для утверждения в России просвещения, ориентированного на гречесую традицию, при активной поддержке Иоакима в 1681 году на Печатном дворе была устроена школа «греческого чтения, языка и письма» (Типографская школа), во главе которой был поставлен Тимофей, посланник Иерусалимского патриарха Досифея.
В его патриаршество состоялось переподчинение Московскому патриарху Киевской митрополии, до того остававшейся в юрисдикции Константинопольского патриархата (в гражданском отношении сам город Киев, согласно положениям Андрусовского перемирия (1667), перешёл под фактической контроль России, а в апреле 1686 года — как «прародительская Их Царского Величества отчина» — окончательно закреплён за Русским царством): 24 октября 1685 года новоизбранный по протекции Иоакима митрополит Киевский Гедеон Святополк-Четвертинский прибыл в Москву и принёс присягу патриарху Московскому (в 1687 г. переход Киевской митрополии в юрисдикцию Москвы был признан Константинопольским патриархом). Согласно условиям «Вечного мира», всё православноя население Речи Посполитой находилось в юрисдикции Киевского митрополита.

## Борьба с иноземным и инославным влиянием
Иоаким был противником иноземного, главным образом западного, влияния на Русскую церковь. Он противостоял латинизации русской культуры, боролся с католическим влиянием. В частности Иоаким настоял на том, чтобы учителем будущего государя Петра I был не Сильвестр Медведев, а Никита Зотов.
В 1680-х в Москве распространилась пришедшая из Малороссии (Гетманщины) «латинская» практика совершения «боголепного поклонения» хлебу и вину во время литургии, до момента их преложения (пресуществления) в таинстве евхаристии. Ситуацией, видимо, воспользовались иезуиты, получившие в то время право открыть свою школу в Москве. Их сторонниками были Симеон Полоцкий и его ученик, «строитель» Заиконоспасского монастыря Сильвестр Медведев; к ним примыкали некоторые влиятельные бояре, входившие в партию царевны Софьи. Сильвестр Медведев написал книгу под названием «Манна»; в ней доказывалось, что в таинстве евхаристии хлеб и вино претворяются в тело и кровь в момент произнесения священником слов Христа: «Приимите и ядите…» Греческие учёные, православные монахи в Москве братья Лихуды отвечали на это сочинение опровержением, которое названо «Акось, или врачевание, противополагаемое ядовитым угрызениям змиевым». В этом сочинении, написанном с большою ученостью, Лихуды, прибывшие в Москву для организации преподавания в Типографской школе (Славяно-греко-латинской академии), доказывали, что, по учению православной церкви, одного произнесения Христовых слов недостаточно для такого великого действия, и Святые Дары прелагаются в момент последующего затем призывания Свято Духа и произнесения слов: «Преложи я Духом Твоим Святым». После этих двух сочинений открылась жаркая полемика по поводу вышеозначенного вопроса. В конце 1689 года по инициативе патриарха был созван Собор, который анафематствовал «хлебопоклонническую ересь», заслушал покаянные исповедания обвинённых в «хлебопоклонной ереси» Сильвестра Медведева и иерея Саввы Долгого, а также «учительное слово» от лица патриарха. Собор осудил на сожжение сочинение Медведева «Манна» и запретил читать многие произведения южнорусских учёных, «имеющих единоумие с папою и западным костелом», среди которых не только сочинение Медведева, но и писания Симеона Полоцкого, Галятовского, Радивиловского, Барановича, Транквиллиона, Петра Могилы и другие. О Требнике Петра Могилы сказано, что эта книга преисполнена латинского зломудренного учения и вообще о всех сочинениях малорусских учёных замечено, «что их книги новотворенные и сами с собою не согласуются, и хотя многие из них названы сладостными именами, но все, даже и лучшие, заключают в себе душе-тлительную отраву латинского зломудрия и новшества».
В опровержение учения Иоаким также собирался издать сборник «Остень», содержащий опровержение латинского мнения о времени пресуществления св. Даров, составленный, по поручению патриарха Иоакима, Евфимием, монахом Чудова монастыря; но смерть Патриарха, случившаяся 17 марта 1690 года, помешала этому предприятию. Сборник был издан позже.
После мятежа 1689 года и казни Феодора Шакловитого Патриарх настоял на высылке из Москвы иезуитов. В 1689—1690 годах борьба с иноземным влиянием достигает своего пика. Многие иноверцы подвергаются высылке или казни. Характерным эпизодом этой борьбы является, например, в октябре 1689 года сожжение в срубе на Красной площади вместе со своим последователем купцом Конрадом Нордерманом и немецкого поэта и мистика Квирина Кульмана.
Иоаким оставил подробное завещание, где просил будущих царей русских «не сближаться с латинянами, лютеранами, кальвинистами и прочими иноверцами, просил не назначать их на высшие должности ни в армии, ни в суде». Патриарх призывал запретить строительство любых неправославных молитвенных сооружений, а «все уже построенные снести». Пётр I, кому в первую очередь было адресовано это завещание, ему не последовал, а продолжил политику вестернизации России.

## Киновоплощения
- Виктор Шульгин в художественном фильме «Юность Петра», 1980 год.
- Ян Мальмшё в историческом мини-сериале «Пётр Великий», 1986 год.
- Олег Любимов в историческом сериале «Раскол», 2011 год.